# Las Docas
Las Docas es una playa localizada en la V Región , comuna de Valparaíso, en las cercanías de Bahía Laguna Verde. 

## Toponimia

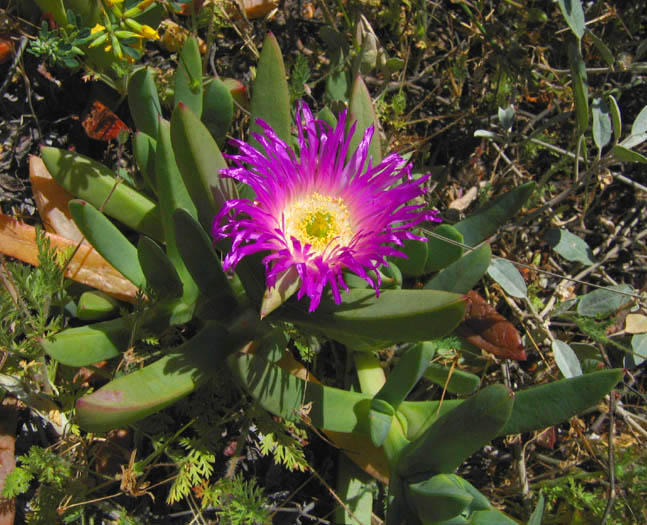
Una Carpobrotus chilensis (Doca)

Su nombre alude a la doca, una planta rastrera de Chile, de la familia de las aizoáceas, de flores grandes y rosadas, y fruto comestible, un tanto purgante" (DRAE: 570).

## Descripción
Se trata de una bahía pequeña, con el mar casi siempre de un azul intenso y protegida por un acantilado de mediana altura. Está a 5 km en línea recta de Laguna Verde , los que se convierten en aproximadamente 10 de un camino sinuoso rodeado de pinos. La barra generalmente produce un pequeño humedal que acumula las aguas del Estero de la quebrada. Es de unos 400 m de longitud de arena , por unos 80 m de ancho en su parte mayor. La bahía es de 500 m por 500 aproximadamente.

## Acceso
Una de las formas de acceder es desde Curaumilla donde se pueden encontrar cabañas, estacionamientos y camping. Para visitar el lugar es necesario llegar a Laguna verde y dirigirse al sector de Curaumilla a unos 30 min aproximadamente.
La playa es un atractivo turístico de la V Región.
Hay referencias en Wikimapia para llegar.

## Práctica de deportes
Además del trekking , y recorridos por los alrededores , se puede practicar kayak de mar.

## Arqueología
En los alrededores se encuentran conchales cerámicos , probablemente de la Cultura Bato, que deben ser preservados.

## Curiosidades
En los cerros de las cercanías existe una Tumba Mausoleo con varias estatuas de perros cuidándola. Le llaman la Tumba de Gregorio. Es del siglo XIX.